# Petalidium
Petalidium es un género de plantas con flores perteneciente a la familia Acanthaceae. El género tiene 52 especies de hierbas descritas y de estas, solo 16 aceptadas. Son naturales de las zonas tropicales de África, Madagascar e Himalaya.

## Descripción
Son arbustos bajos peludos con hojas ovaladas o estrechamente oblongas, enteras o dentadas. Flores sésiles o subsessiles, solitarias, en las ramas laterales, de color blanco o azul. Corola, arriba recta o curva de tubo dilatado o infundibuliforme. Cápsula comprimida, ± estipitada. Semillas discoides, cubiertas con pelo higroscópico.

## Taxonomía
El género fue descrito por  Christian Gottfried Daniel Nees von Esenbeck y publicado en Plantae Asiaticae Rariores 3: 75, 82. 1832. La especie tipo es: Petalidium barlerioides

## Especies seleccionadas
- Petalidium angustitubum
- Petalidium aromaticum
- Petalidium barlerioides
- Petalidium bracteatum
- Lista de especies